# Lonchophylla bokermanni
O gênero Lonchophylla é composto por pelo menos nove espécies, das quais quatro ocorrem no Brasil: Lonchophylla bokermanni Sazima, Vizotto, and Taddei, 1978; Lonchophylla dekeyseri Taddei, Vizotto, and Sazima, 1983; Lonchophylla mordax Thomas, 1903 e Lonchophylla thomasi J. A. Allen, 1904.
A espécie Lonchophylla bokermanni é endêmica do Brasil, ou seja, ocorre apenas em território brasileiro.
Pela escassez de bibliografia, há problemas de identificação desses indivíduos, tendo eles já sendo confundidos em campo com outras espécies do gênero.

## Distribuição geográfica
A espécie, registrada apenas no Brasil, distribui-se nos Estados de MG e BA. Ocorre nos biomas Cerrado e Caatinga. Inicialmente também foram registradas na Mata Atlântica no Rio de Janeiro e em algumas regiões do Espírito Santo, porém com um rearranjo taxonômico, as populações encontradas nesses locais foram realocadas para uma nova espécie, L. peracchii.
Localidade-tipo: Serra do Cipó, Jaboticatubas, Minas Gerais.

## Descrição morfológica
Lonchophylla bokermanni possui focinho alongado, dotado de folha nasal alta e estreita, e a língua é comprida e equipada com papilas. Apresentam o arco zigomático incompleto e dentes incisivos superiores procumbentes e distintamente maiores que os externos. A coloração da pelagem é ferrugínea ou marrom-escura na região dorsal, e pálida na porção ventral. Nas formas com registro para o Brasil, o tamanho do antebraço pode variar entre 31 e 42 mm. A dieta básica do gênero é composta por néctar, pólen, frutos e insetos. Fórmula dentária: I 2/2, C 1/1, PM 2/3, M 3/3 = 34.

## Ecologia e comportamento
A dieta básica do gênero é composta por néctar, pólen, frutos e insetos. É um importante polinizador de um variado número de plantas, como as da espécie Encholirium glaziovii, bromélia terrestre de grande porte, que cresce em áreas abertas e rochosas na cadeia do Espinhaço. Assim como outros morcegos nectarívoros, acredita-se que L. bokermanni realize migrações locais associadas à sazonalidade na disponibilidade de recursos.
Por ser uma espécie pouco conhecida, não se sabe muito sobre a reprodução de seus indivíduos. Em condições naturais está usualmente associada em habitats preservados, já foram encontrados saindo de minas e cavernas. Além disso, exemplares de L. bokermanni foram encontrados se abrigando no interior de celas em um presídio abandonado.

## Conservação
Lonchophylla bokermanni apresenta um estado de conservação vulnerável (IUCN, 2003), o que se deve principalmente ao reduzido tamanho de suas áreas de ocorrência e ao elevado grau de ameaça a que essas áreas estão submetidas.